# 独叶草科
独叶草科（學名：Kingdoniaceae）只有1属1种，全部生长在中国的西部和北方，是中国的特有种。
独叶草为多年生草本，有细长的根状茎，茎的顶端长出1个叶和1条花茎；叶片心状，宽3.5—7厘米，五全裂，中间的三个裂片还有三浅裂，另两个裂片有二深裂，形状类似银杏叶。花茎高7一12厘米。花淡绿色，直径8毫米；果实为瘦果。因其根茎的茎节有一个叶迹，叶子的脉序近似于银杏和某些蕨类植物，所以和其他毛茛科的植物不同。
1981年的克朗奎斯特分类法将其列入毛茛科，1998年根据基因亲缘关系分类的APG 分类法认为应该单独分出一个科，但有选择性地可以和星叶草科合并，2003年经过修订的APG II 分类法维持原来的分类。
独叶草于1999年被列为中国国家一级濒危珍稀保护植物。